# Laena haigouica
Laena haigouica – gatunek chrząszcza z rodziny czarnuchowatych i podrodziny omiękowatych.
Gatunek ten został opisany w 2001 roku przez Wolfganga Schawallera. Miejscem typowym jest wieś Jiuzhaigou.
Chrząszcz o ciele długości od 7,7 do 8,8 mm. Przedplecze ma błyszczące, o brzegach bocznych wyraźnie obrzeżonych, brzegu tylnym nieobrzeżonym i zagiętym w dół; jego powierzchnia szagrynowana, z czterema wgłębieniami (poza wgłębieniami silnie wypukła) i pokryta nieregularnymi, w przypadku bocznych opatrzonymi krótkimi szczecinkami punktami oddalonymi od siebie o 1–4 średnice. Na błyszczących pokrywach brak rowków, tylko ułożone w rzędy punkty, mniejsze do tych na przedpleczu i pozbawione wyraźnych szczecinek. Na międzyrzędach rozproszone, drobne punkty, niekiedy z bardzo krótkimi szczecinkami, ustawione w nieregularny rządki. Siódmy międzyrząd u samca kilowato wyniesiony na całej długości, u samicy słabiej wyniesiony. Odnóża obu płci o bezzębych udach.
Owad endemiczny dla Chin, znany z północnego Syczuanu i południowego Gansu.